# Topias Leinonen
Topias Leinonen, född 25 januari 2004 i Jyväskylä, är en finländsk professionell ishockeymålvakt som spelar för Mora IK Hockeyallsvenskan.
Han är son till ishockeymålvakten Tero Leinonen.